# Paul Hughes
Paul Hughes – kanadyjski zapaśnik walczący w stylu wolnym.  Srebrny medalista mistrzostw panamerykańskich w 1989. Triumfator igrzysk Wspólnoty Narodów w 1986 i mistrzostw Wspólnoty Narodów w 1991 i 1993 roku. Zawodnik York University i Simon Fraser University.